# 아담 싱클레어
애덤 싱클레어(Adam Sinclair, 1977년 4월 18일 ~ )는 영국의 배우이다.
이스트킬브라이드에서 태어났다.

## 출연 작품
- 얼빈 웰쉬스 엑스터시 (2011년) - 릴로이드 역
- 더 데이 오브 더 트리피즈 (2009년)
- 엽기 캠퍼스 2 - 타즈의 부활 (2006년)
- 니나의 천국의 맛 (2006년)
- 투 엔드 올 워즈 (2001, To End All Wars)

### 텔레비전
- 스튜어디스 다이어리 (2003-05, Mile High)